# Jim Kouf
Jim Kouf est un scénariste, réalisateur et producteur de cinéma américain né le 24 juillet 1951. Il a reçu en 1988 le prix Edgar-Allan-Poe pour son travail sur Étroite Surveillance.

## Filmographie
- 1983 : Class - scénariste
- 1986 : Tout va trop bien  (Miracles) - scénariste et réalisateur
- 1987 : Étroite Surveillance - scénariste et producteur
- 1987 : Hidden - scénariste
- 1993 : Indiscrétion assurée - scénariste et producteur
- 1993 : Kalifornia - producteur délégué
- 1997 : Les Ailes de l'enfer - producteur délégué
- 1997 : Flics sans scrupules - réalisateur
- 1998 : Rush Hour - scénariste
- 2000 à 2001 : Angel - scénariste (3 épisodes : Cinq sur cinq, Le Linceul qui rend fou et L'Ordre des morts-vivants)
- 2002 : Chiens des neiges de Brian Levant - scénariste
- 2004 : New York Taxi - scénariste
- 2004 : Benjamin Gates et le Trésor des Templiers - scénariste
- 2011 : Grimm - cocréateur de la série, producteur délégué
- 2016 : Money Monster de Jodie Foster - scénariste